# 1932年11月香港潔淨局選舉
1932年11月香港潔淨局選舉在11月17日舉行，選出潔淨局一名非官守議員。卡洛斯·亨里克·巴斯托在無競爭下接替因離開香港而未能履行職務的羅伯托·亞歷山大·德·塞納·費爾南德斯·德·卡斯特羅·巴斯托。